# Bongo (antilop)
Bongo (Tragelaphus eurycerus) är en antilopart som tillhör familjen oxdjur och man hittar den i skogarna i Öst-, Central- och Västafrika.

## Utseende
Bongon är en kraftigt byggd antilop. Den har en varierande päls som är kastanjeröd. Ju äldre bongon blir desto mer mörknar pälsen till att nästan bli brunsvart. Den har vita lodräta streck på sidorna, ett V-formigt vitt märke i ansiktet och ett vitt band över strupen. Bongon har också vita och svarta markeringar på benen och en svart och vit man som börjar bakom hornen och löper längs hela ryggen till svansroten. Båda könen har långa vridna horn som kan vara mellan 60 och 100 centimeter. Det är stor skillnad i vikt mellan könen, honan är mycket mindre än en hane som kan väga mellan 240 och 400 kilogram. Honan väger oftast mellan 210 och 250 kilogram.

## Levnadssätt

### Socialt beteende
Bongon är den största antilopen som uteslutande lever i skogar. Den trivs bäst i regnskogar, men förekommer också i låglandsskogar och bambuskogar. Bongon är ett skyggt djur som är som mest aktiv under skymning, gryning och på natten. Under dagen söker den skydd och vilar i de tätaste delarna av skogen. I bongons diet ingår bland annat löv, skott, frukt, bark, rötter, gräs och örter. Den är skicklig på att gräva upp rötterna den vill åt med hjälp av de kraftiga hornen. De lever parvis eller i små grupper av honor med ungar. De äldsta hanarna är ensamlevande och kommer bara i kontakt med andra när det är parningssäsong. Bongon är ett stationärt djur som håller ett revir som har ett system av stigar, viloplatser och gyttjebad. Den tycker om att bada i gyttja för att sedan stryka av den mot något träd. Bongon uppehåller sig gärna i närheten av vatten.

### Fortplantning

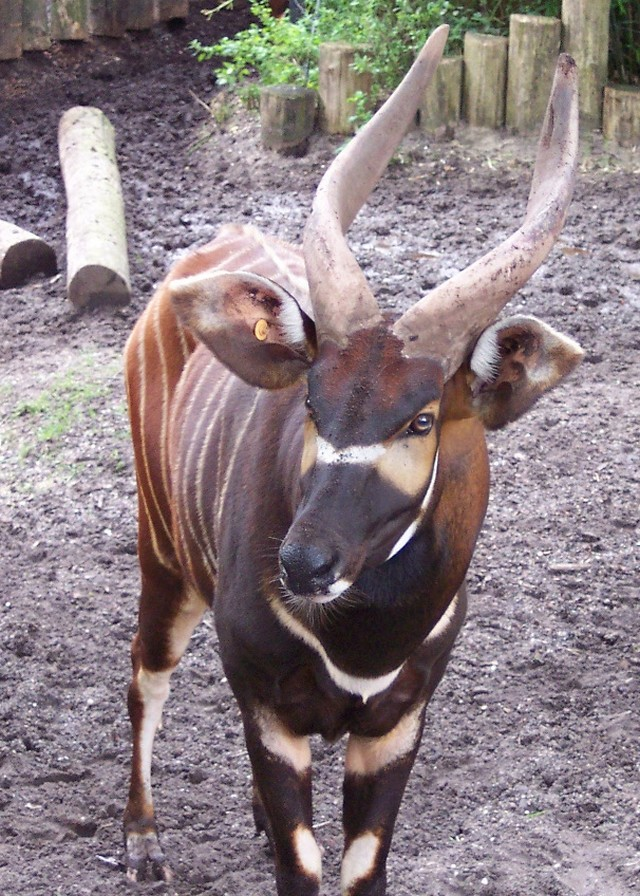
En bongo på ett zoo.

Man vet inte om bongon har någon speciell parningssäsong eller om det är individuellt ifrån djur till djur. En bongohona kan vara dräktig i ungefär 9 och en halv månad och hon föder bara en kalv per gång. Kalven väger ungefär 20 kilo när den föds. Mamman brukar gömma sin kalv de första veckorna efter födseln. Ungen diar sin mor ungefär 6 månader. En bongokalv blir könsmogen när den är runt 20 månader gammal. Livslängden på en bongo beräknas vara mellan 15 och 20 år.

### Predatorer
Det enda stora skogslevande rovdjur som kan ta en fullvuxen bongo är leoparden. Unga kalvar kan tas av både afrikansk guldkatt och pytonorm. Om en fara hotar bongon står den helt stilla för att inte bli sedd. Men blir den upptäckt flyr den genom den täta vegetationen. De lyfter upp huvudet så att hornen ligger parallellt mot ryggen. Det gör den för att inte hornen ska fastna. Om en bongo saknar flyktmöjligheter och den blir trängd har det hänt att den har gått till anfall.